# Zgrada stare škole i učiteljska kuća u Novom Čiču
Zgrada stare škole i učiteljska kuća nalazi se u mjestu Novo Čiče, u općini Velika Gorica.

## Opis
Zgrada stare škole i učiteljska kuća smještene su uz cestu u središtu naselja Novo Čiče, u neposrednoj blizini župne crkve sv. Ivana Krstitelja i župnog dvora. Sagrađene su 1897. u pojednostavljenim oblicima historicizma. Stara pučka škola podignuta je prema nacrtima poznatog velikogoričkog graditelja Nikole Hribara. To je dvorazredna prizemnica pravokutne tlocrtne osnove pokrivena dvostrešnim krovištem. Učiteljska kuća s dva stana, prizemnica pravokutne tlocrtne osnove pokrivena visokim poluskošenim krovištem, na bočnim stranama obloženim daščanom oplatom, nalazi se jugoistočno od škole. Stara škola i učiteljska kuća rijetke su profane građevine u naselju koje su većinom sačuvale svoje izvorne stilske karakteristike te imaju kulturno – povijesnu, arhitektonsku i ambijentalnu vrijednost. Zajedno s obližnjom župnom crkvom sv. Ivana Krstitelja i župnim dvorom čini vrijednu cjelinu te oplemenjuju vizuru naselja.

## Zaštita
Pod oznakom Z-5336 zaveden je kao nepokretno kulturno dobro - pojedinačno, pravna statusa zaštićena kulturnog dobra, klasificirano kao "sakralna graditeljska baština".